# Katharina Hacker
Katharina Hacker (ur. 11 stycznia 1967 we Frankfurcie nad Menem) – niemiecka pisarka. Jej twórczość obejmuje prozę narracyjną i eseistyczną oraz tłumaczenia z języka hebrajskiego.

## Życiorys
W latach 1975–1986 Katharina Hacker uczęszczała do Heinrich-von-Gagern-Gymnasium we Frankfurcie nad Menem. Od 1986 r. studiowała filozofię, historię i judaistykę na Uniwersytecie Alberta Ludwika we Fryburgu Bryzgowijskim. W 1990 r. przeniosła się na Uniwersytet Hebrajski w Jerozolimie. Jednocześnie pracowała jako nauczycielka języka niemieckiego w izraelskiej szkole (School for Cultural Studies) w Tel Awiwie.
Od 1996 r. mieszka w Berlinie i tworzy jako niezależna pisarka.
Jesienią 2006 roku jej powieść „Die Habenichtse” („Nic nie posiadający”) została wyróżniona nagrodą Deutscher Buchpreis.
W listopadzie 2009 r. Katharina Hacker w swej wypowiedzi prasowej poinformowała, że zakończyła wieloletnią współpracę z wydawnictwem Suhrkamp Verlag.

## Wyróżnienia
- 2001: Aufenthaltsstipendium für Schloss Wiepersdorf
- 2005: Stadtschreiberin von Bergen-Enkheim
- 2006: Deutscher Buchpreis
- 2006: Düsseldorfer Literaturpreis
- 2010: Stefan-Andres-Preis